# Миколаївка Друга (Запорізький район)
Микола́ївка Друга —  село в Україні, у Новомиколаївській селищній громаді Запорізького району Запорізької області. Населення становить 58 осіб. До 2020 орган місцевого самоврядування - Підгірненська сільська рада.

## Географія
Село Миколаївка Друга знаходиться на відстані 2 км від села Трудооленівка. По селу протікає пересихаючий струмок з загатою.

## Історія
7 (20) листопада 1917 року, відповідно до Третього Універсалу Української Центральної Ради, увійшло до складу Української Народної Республіки.
12 червня 2020 року, відповідно до Розпорядження Кабінету Міністрів України від № 713-р «Про визначення адміністративних центрів та затвердження територій територіальних громад Запорізької області», увійшло до складу Новомиколаївської селищної громади.
19 липня 2020 року, в результаті адміністративно-територіальної реформи та ліквідації Новомиколаївського району, село увійшло до складу Запорізького району.

## Населення

### Мова
Розподіл населення за рідною мовою за даними перепису 2001 року:
| Мова            | Кількість | Відсоток |
| --------------- | --------- | -------- |
| українська      | 54        | 93.11%   |
| російська       | 2         | 3.45%    |
| білоруська      | 1         | 1.72%    |
| інші/не вказали | 1         | 1.72%    |
| Усього          | 58        | 100%     |